# Corps pur
Un corps pur est une matière ne comportant qu'une espèce chimique, à la différence d'un mélange ou d'une solution, qui en comportent plusieurs.

## Différents types de corps purs

### Corps pur simple
Un corps pur simple, ou corps simple, est un corps pur constitué d'un seul type d'atomes. Il peut être :
- élémentaire, c'est-à-dire que ses atomes ne forment pas des molécules. Exemples : le fer (Fe), l'argon (Ar) ;
- moléculaire, c'est-à-dire que ses atomes sont liés par des liaisons covalentes et forment donc des molécules. Exemples : le dioxygène (O2), le phosphore blanc (P4).

### Corps pur composé
Un corps pur composé, corps composé ou simplement composé (également composé défini) est un corps pur constitué d'atomes de différentes natures. Ces atomes peuvent être neutres ou ionisés, et isolés ou bien regroupés sous la forme de molécules, de complexes ou d'ions polyatomiques.
Exemples :
- eau : H2O ;
- chlorure de sodium : NaCl.

## Phases et transitions de phase
À l'équilibre et à une température et une pression données, un corps pur a des propriétés physiques et chimiques déterminées. Si l'on fait varier continûment la température ou la pression, ces propriétés varient continûment, à l'exception de seuils où elles changent de façon discontinue : ce sont les changements d'état et plus généralement les transitions de phase.

## Propriétés caractéristiques
Les corps purs, simples ou composés, ont des caractéristiques physiques dépendant des conditions de température et de pression (T,P), qui permettent de les identifier. On compte parmi celles-ci :
- le point de fusion et le point d'ébullition, ou bien le point de sublimation ;
- la masse volumique (ou la densité) ;
- l'indice de réfraction ;
- la conductivité électrique ;
- la conductibilité thermique ;
- la solubilité dans un solvant donné.